# Dickendorfer Mühle
Koordinaten: 50° 44′ 49,6″ N, 7° 51′ 15,4″ O

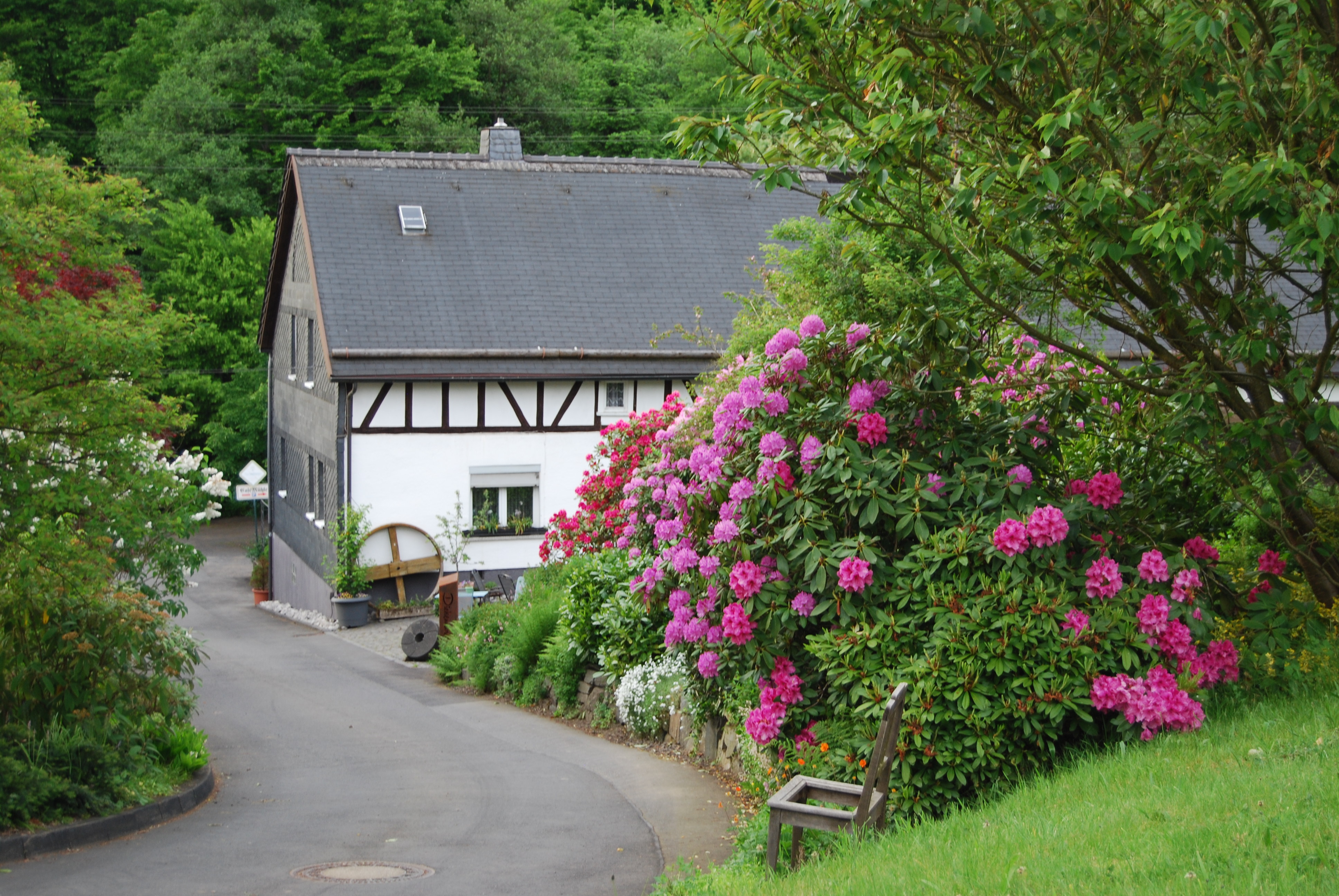
Die Dickendorfer Mühle ist eine noch vollfunktionsfähige Wassermühle im Westerwald

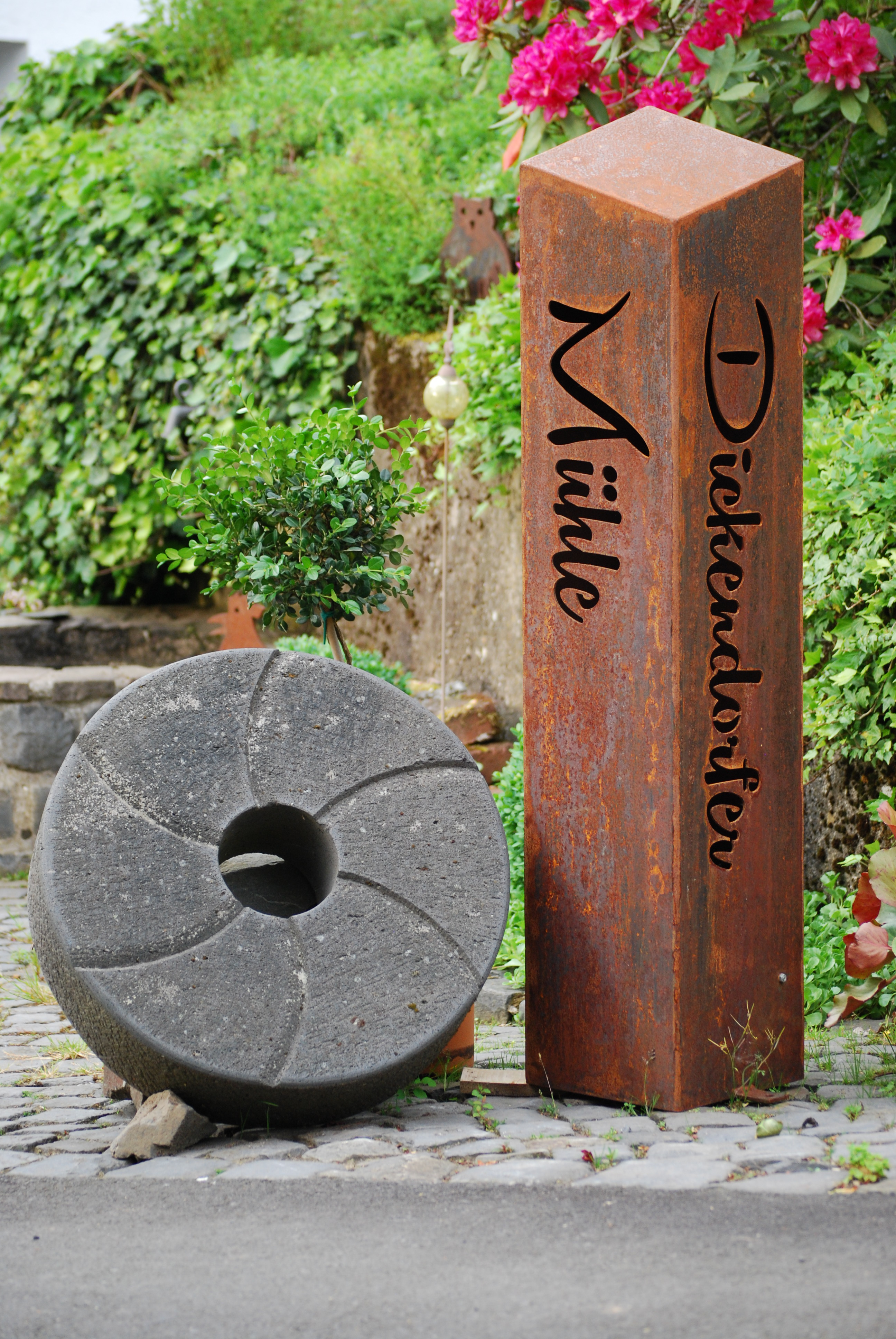
Ein kleiner Mühlenstein zur Begrüßung der Gäste

Die Dickendorfer Mühle ist eine Wassermühle im nördlichen Westerwald im Elbbachtal bei Molzhain und diente als Kornmühle. Der Standort wurde bereits 1529 als Mühle urkundlich erwähnt, das Gebäude wurde jedoch, wahrscheinlich im Jahr 1818, wegen Baufälligkeit durch einen Neubau ersetzt.

## Baubeschreibung
Das Gebäude bestand im Erdgeschoss aus Natursteinmauerwerk, darüber lag ein Obergeschoss in Fachwerkbauweise. Es bot nur beengte Wohnmöglichkeiten, da der Großteil für den Mühlbetrieb vorgesehen war. Im Obergeschoss waren zwei Stuben und eine Kammer, wovon das eine Stübgen wohl als Aufenthaltsraum für die Kunden diente, da es einen blechernen Ofen enthielt, der von den Mahlgästen angeschafft worden war. Schließlich gab es in der Mühle noch das sogenannte Eishaus. Im 18. Jahrhundert bestand die Mühle aus dem Hauptgebäude und einem durch die Mahlgäste erbauten Stall. Das Mehl wurde in einem, durch ein Wasserrad angetriebenen, Mahlgang hergestellt. Die Dicke der beiden Mahlsteine war unterschiedlich. Der fixierte Bodenstein wurde mit 12 Zoll gemessen und der rotierende Läuferstein hatte eine Breite von 6 Zoll.

## Wassereinzugsgebiet

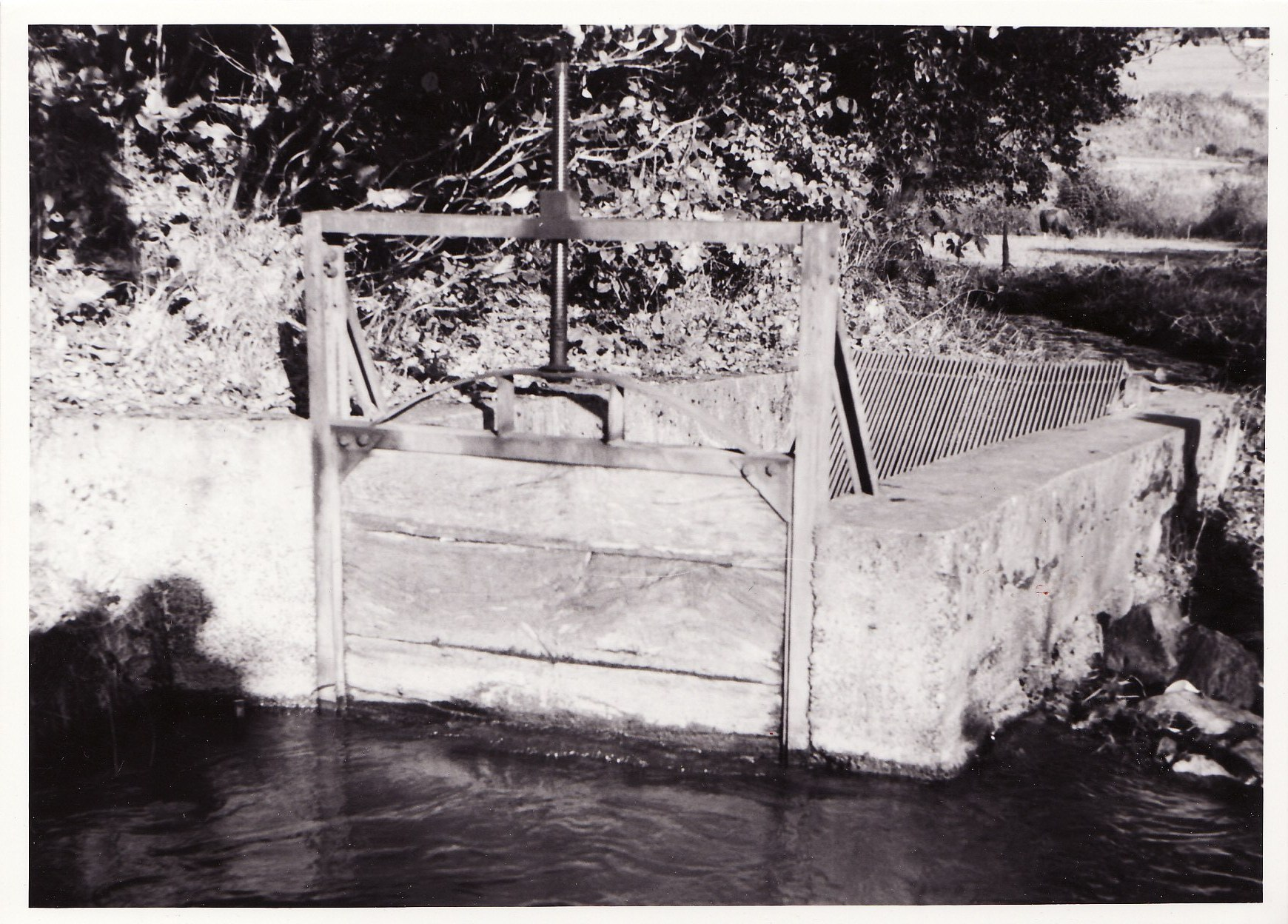
Das Wehr der Dickendorfer Mühle

Das Wasser zum Betrieb der Mühle wird von dem nahe gelegenen Elbbach, der seinen Ursprung im Quellgebiet rund um den Elkenrother Weiher hat, über einen Mühlgraben abgezweigt. Außerdem gibt es noch zwei weitere Gewässer, die in den Elbbach fließen. So wird der Lindians Seifen und der Kausener Bach zum Antrieb des Wasserrades genutzt. Das Einzugsgebiet hat eine Größe von 14,1 km2. Der Zulauf des Wassers wird durch ein Wehr am Beginn des Mühlengrabens reguliert.

## Geschichte
Die Dickendorfer Mühle wurde zum ersten Mal 1529 urkundlich erwähnt und scheint die älteste Mühle im gesamten Kirchspiel Gebhardshain zu sein. Sie gehörte von Beginn an zu dem Besitz der Grafen von Grafschaft Sayn. Unter deren Herrschaft wurde die Mühle verpachtet, wodurch aber der Müller daran gebunden war, die gräfliche Familie mit einem Teil des Mehles zu versorgen.

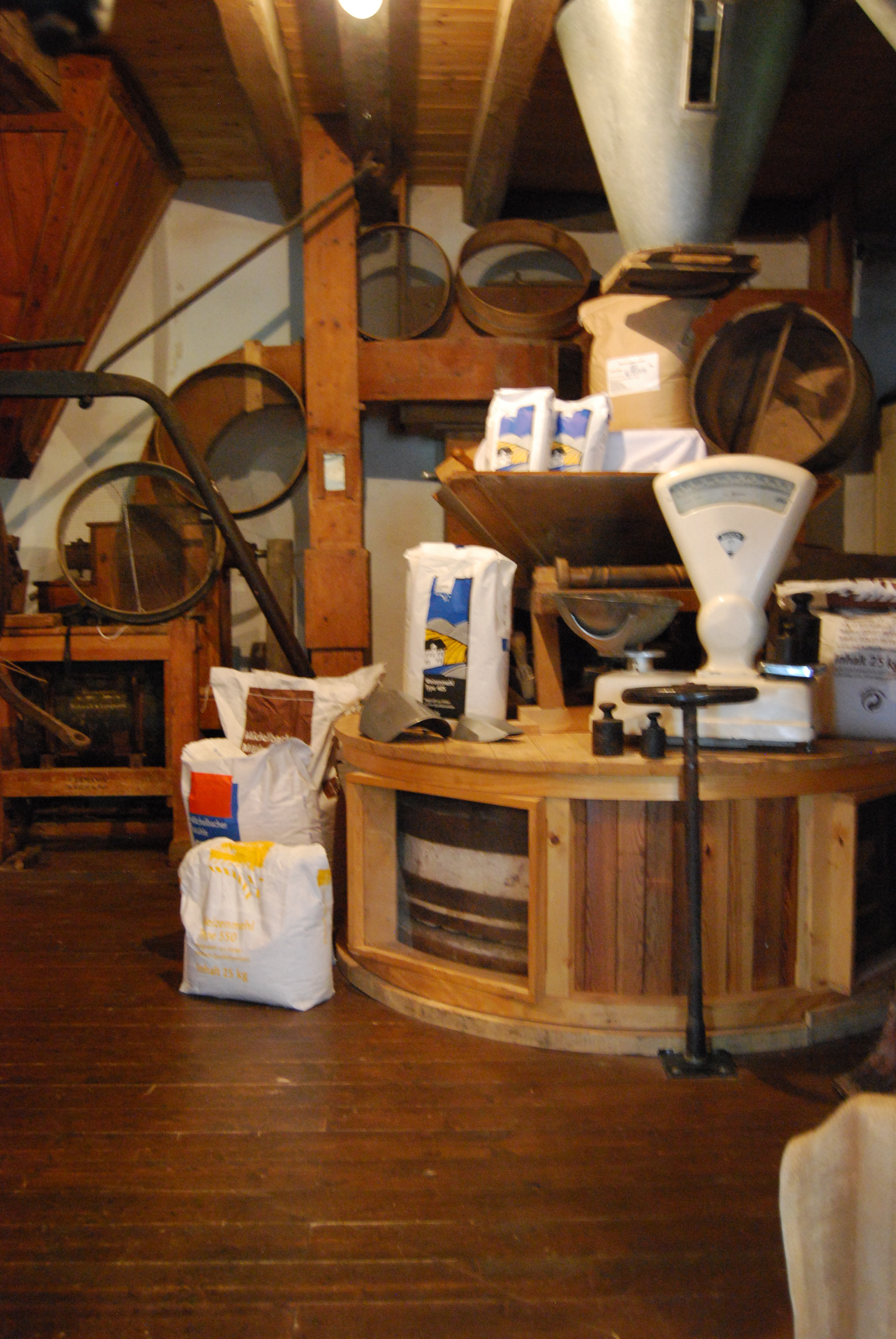
Einer von zwei Mahlgängen der Dickendorfer Mühle

Im Jahre 1691 gehörten acht herrschaftliche Mühlen zum Amt Freusburg. Da die umliegenden Dörfer dem Mühlenbann unterlagen, mussten die Bauern dieser Gemeinden ihr Korn in der vorgeschriebenen Mühle mahlen lassen. So gehörte es auch zu der Aufgabe des Müllers, die Bauern an diesen Mühlenbann zu erinnern, um sein Überleben zu gewährleisten. Bei jedem Pächterwechsel wurde sie von einem „Sachverständigen“ besichtigt und das Inventar aufgenommen. Es geschah im weiteren Verlauf immer öfter, dass die Pächter wechselten, was die Grafschaft als Gelegenheit nutzte, den Pachtzins weiter ansteigen zu lassen. Dies hatte zur Folge, dass sich manche Müller durch finanzielle Schwierigkeiten nicht sehr um das Gebäude kümmerten. Aus diesem Grund verschlechterten sich nach und nach der Zustand des Mühlengebäudes und deren Einrichtung. So kam es des Öfteren zu starken Konflikten zwischen dem Eigentümer, dem Müller und den Mahlgästen.
Mit der Übernahme des Pachtvertrages von Johann Wilhelm Hassel am 1. Januar 1772 gelangte die Mühle in den Familienbesitz der heutigen Familie Zöller. Während seiner Pachtzeit befanden sich in dem Kirchspiel Gebhardshain drei Mühlen. Dazu zählen neben der Dickendorfer Mühle noch die Dauersberger Mühle und die Elkenrother Mühle. Durch den Mühlenbann waren die Dörfer Dickendorf, Kausen, Molzhain, Kotzenroth (das heutige Rosenheim), Hommelsberg und Steineberg (die heute zusammen Malberg ergeben) verpflichtet, in der Dickendorfer Mühle mahlen zu lassen.
1773 sollte die Mühle neu erbaut werden, aber die Ortsvorsteher erklärten sich dazu nicht bereit. So musste Hassel auf eine Erneuerung verzichten. Zu Beginn seiner Tätigkeit erfüllte er nicht die Erwartungen und Wünsche der Bauern. Erst nach einiger Zeit verbesserte er seine Arbeitshaltung, so wurde ihm der Pachtvertrag bis zum Jahre 1795 immer wieder verlängert.
Nach seinem Tod übernahm seine Frau die Mühle und kümmerte sich um deren Erhalt. Ab dem Jahre 1812 erhielt ihr Sohn Christian Hassel einen neuen Pachtvertrag, der aber nun nicht mehr von den früheren Besitzern, den Herren der Grafschaft Sayn-Altenkirchen, sondern durch die nassauische Regierung ausgestellt wurde.

## Wirtschaftliche Schwierigkeiten
Obwohl die gebannten Ortschaften dazu verpflichtet waren, die Mühle in annehmbarem Zustand zu erhalten, nahmen sie ihre Aufgabe nicht erst. So kam es dazu, dass Hassel schon zwei Jahre vor Pachtende die Kündigung einreichte. Grund dafür war erstens der schlechte Umsatz, den er erwirtschaftete, da die Mahlgäste seine Mühle mieden und zweitens der drohende Einsturz des Gebäudes. Seinem Wunsch auf vorzeitige Entlassung aus dem Vertrag kam die nun herrschende preußische Regierung nicht nach. Aber sie fühlte sich verantwortlich, und so wurde die Mühle 1816 aufgrund des schlechten Bauzustandes abgerissen. Das Einzige, was nicht zerstört wurde, war das Inventar, da es zum Eigentum der Müller-Familie gehörte.
Da die Regierung den Pachtvertrag nicht aufheben wollte, aber weiterhin die monatlichen Abgaben einforderte, musste für Abhilfe gesorgt werden. So wurde dem Müller für seine Mühlengerätschaften ein neues, provisorisches Dach errichtet, damit er wenigstens bei Windstille und trockenem Wetter seiner Arbeit nachgehen konnte. Wegen dieser unbefriedigenden Verhältnisse versuchten die Bauern trotz Bannverpflichtung die Mühle weiterhin zu meiden. Daraus resultierten Umsatz- und Ertragseinbußen.
Mit Ablauf des Pachtvertrages 1817 versuchte die Regierung, durch eine neue Zuordnung der gebannten Ortschaften an die Nachbarmühlen, die Dickendorfer Mühle zu schließen. Dieses Vorhaben scheiterte, da die Elkenrother Mühle für die Mahlgäste schwierig zu erreichen war und die Dauersberger Mühle keine weiteren Kunden versorgen konnte.
Da sich die Regierung aber von der Last befreien wollte, erfolgte eine öffentliche Versteigerung. Dort gab Christian Hassel das höchste Gebot für die Übertragung der Erbpacht ab. Jedoch wollte er bei einer Aufhebung des Mahlzwanges aus dem Vertrag entlassen werden. So erhielt er 1818 den Zuschlag von der Regierung unter folgenden Bedingungen:
- Es soll keinen Nachlass bei der Pachtgebühr geben
- Sollte der Mühlenbann aufgehoben werden, reduzieren sich seine Abgaben
- Christian Hassel muss die Mühle auf seine Kosten neu aufbauen
- Die Mahlgäste haben für die Instandhaltung zu sorgen

Kurze Zeit darauf wurde mit dem Neubau der Mühle begonnen. Hierfür musste er sich die erforderlichen finanziellen Mittel durch Darlehen beschaffen. Da er seine Ausgaben nicht decken konnte, bat er 1824 um die Entlassung aus dem Vertrag. Auch dieses Mal wurde ihm seine Bitte nicht gewährt. Im weiteren Verlauf verklagte er die bannpflichtigen Ortschaften, da sie ihre Verpflichtungen zur Unterhaltung des Gebäudes nicht erfüllten. Nach umfangreichem Schriftverkehr und langwierigen Prozessen erreichte Christian Hassel durch sein geschicktes Verhalten, eine finanzielle Unterstützung vom Staat.
Wegen der Aufhebung des Mühlenbannes am 17. Januar 1845 forderte er eine erneute Entschädigung, die ihm aber nicht gewährt wurde. Nun war die Mühle zum wiederholten Male in einem desolaten Zustand. Dies war der ausschlaggebende Grund dafür, dass nur noch die Mahlgäste aus den angrenzenden Gemeinden Molzhain, Dickendorf und Kausen die Mühle aufsuchten. Wie in der Vergangenheit führte dies dazu, dass der Müller in finanzielle Schwierigkeiten geriet. Daraufhin versuchte er neue Verhandlungen mit der preußischen Regierung aufzubauen. So kam es 1857 nach einem dauerhaften Briefwechsel zu einem neuen Vertrag. Darin wurde festgehalten, dass Christian Hassel der uneingeschränkte Besitzer des Mühlenanwesens wurde. Jedoch musste er noch die Restverpflichtungen begleichen. So wurden die letzten Verpflichtungen, der einst herrschaftlichen und später staatlichen Mühle gegenüber dem Verkäufer aufgehoben.

## Geregelte Erbfolge

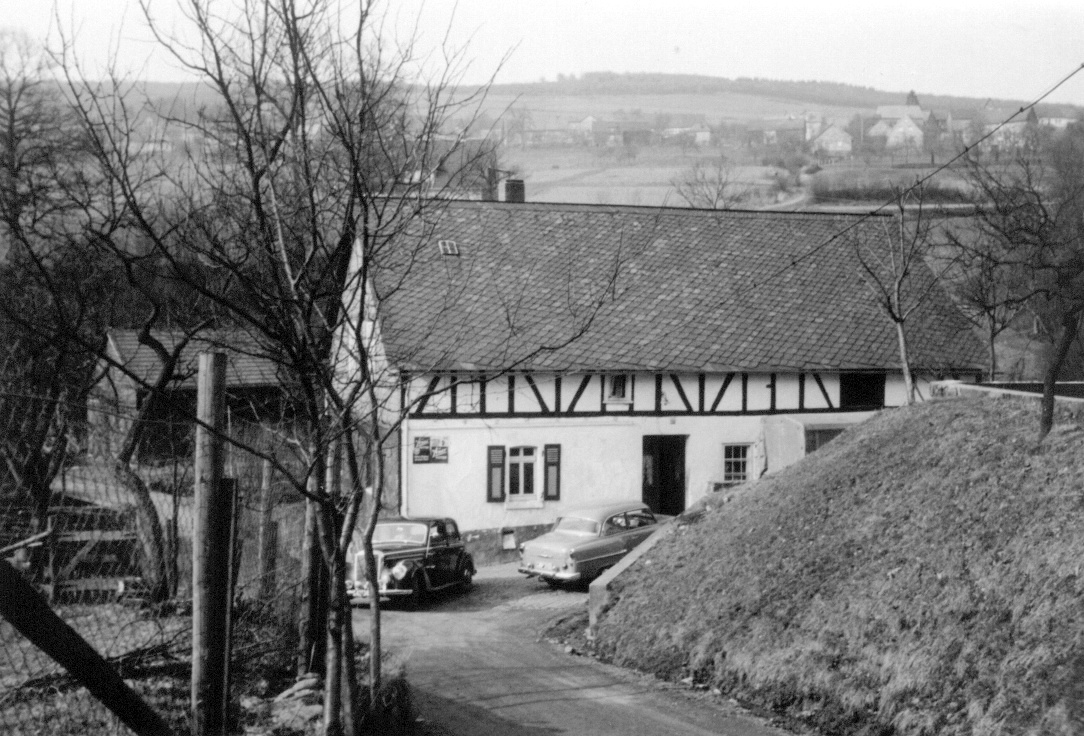
Die Dickendorfer Mühle aus Sicht der Einfahrt um 1950

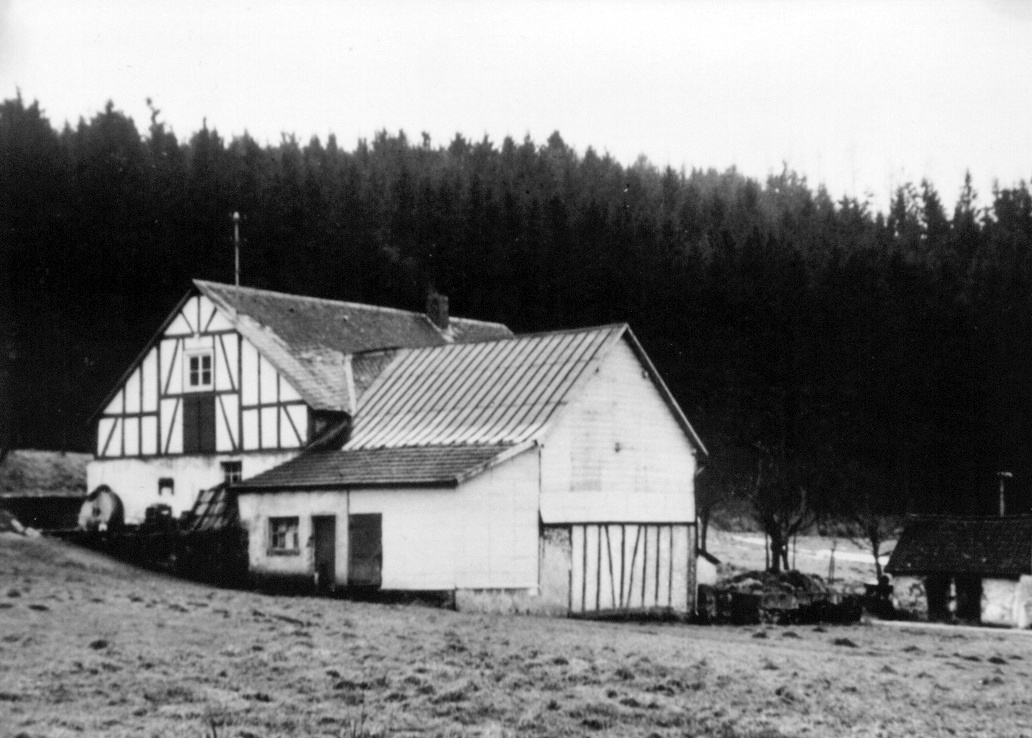
Die Dickendorfer Mühle in der Seitenansicht um 1950

Seitdem sich die Mühle nun im Eigentum der Familie Hassel befindet, wird sie in der geregelten Erbfolge weitergeführt. Christian Hassel übergab so das Gebäude an seinen Sohn Friedrich Wilhelm Hassel, welcher noch ausstehende Verbindlichkeiten bezahlte. Durch seinen frühen Tod übernahm sein Schwiegersohn Ferdinand Dietermann das Objekt. Dieser übertrug die Mühle auf seine Tochter Auguste und seinen Schwiegersohn Karl Zöller, die Eltern von Wilhelm Zöller. Dieser gehörte mit seiner Ehefrau Marie zu den letzten aktiven Betreibern der Dickendorfer Mühle.
Nachdem die Elkenrother Mühle 1957 ihre Arbeit einstellte, übernahm Wilhelm Zöller für zwei Jahre pachtweise den Elkenrother Mühlenbetrieb und versorgte deren Kunden mit Mehl. Nach Ablauf der Pachtzeit wurden die neuen Kunden von der Dickendorfer Mühle aus versorgt. Als auch die Dauersberger Mühle Ende der 60er Jahre langsam die Arbeit ruhen ließ, wurden auch noch deren Gebiete teilweise übernommen. Wegen mangelnder Nachfrage stellte auch die Dickendorfer Mühle im Jahre 1972 den Haupterwerb ein. Trotzdem war es ein Wunsch der Besitzer, dass sie dem verbliebenen Kundenkreis auch weiterhin Mühlenprodukte anbieten konnten.
Seit dieser Zeit beliefert nun die Michelbacher Mühle aus der Nähe von Altenkirchen die Dickendorfer Mühle mit Mehl und Körnern. Dadurch war ein Weiterverkauf mit Backgetreide und Mehl gewährleistet. Bis zum Jahre 1976 wurde die Mühle von dem Müllermeister Wilhelm Zöller im Nebenerwerb weitergeführt und nach dessen Tod von seiner Ehefrau Marie Zöller bis in die 90er Jahre betrieben.

## Stromerzeugungen durch Wasserkraft
Durch die Übernahme der Mühle, wurde zugleich auch das im Wasserbuch der Bezirksregierung Koblenz eingetragene Wasserrecht übertragen. Dieses Recht, welches die Nutzung der Gewässer gestattet, bleibt jedoch nur aufrechterhalten, wenn es genutzt wird. (Aus diesem Grund wurden zum Beispiel in Nordrhein-Westfalen zum 31. Dezember 2007 sämtliche Wasserrechte, die nicht genutzt bzw. nicht zur Nutzung angemeldet wurden, ersatzlos gelöscht.) Damit eine solche Situation nicht eintritt, wurde bereits parallel zum Mühlenbetrieb für das Mühlengebäude und die im Gebäude befindliche Wohnung seit ca. 1960 mit der vorhandenen Turbine Strom für den eigenen Bedarf produziert. Jedoch wurde nur ein geringer Teil des ankommenden Wassers für den eigenen Stromverbrauch genutzt. Deshalb entschlossen sich die derzeitigen Eigentümer im Jahre 2005 die Turbinenanlage zu erneuern. Zunächst soll durch die Erzeugung von Strom der Bedarf im Objekt gedeckt werden. Der vorhandene Überschuss an Strom kann in das öffentliche Netz eingespeist werden. Die Inbetriebnahme der Anlage erfolgte am Mühlentag 2006.

## Weblink
- Ausführliche Geschichte der Dickendorfer Mühle. Abgerufen am 6. Oktober 2019.